# Недобоївська сільська територіальна громада
Недобоївська сільська громада — територіальна громада України, у Дністровському районі Чернівецької області. Адміністративний центр — село Недобоївці.
Площа громади — 79,51 км², населення — 7006 мешканців (2018).
Утворена в рамках адміністративно-територіальної реформи 2015 року. До складу громади ввійшли Долинянська, Керстенецька, Недобоївська та Ставчанська сільські ради Хотинського району, які 12 серпня 2015 року ухвалили рішення про добровільне об'єднання громад. А 14 серпня утворення громади затверджене рішенням обласної ради.

## Населені пункти
До складу громади входять 7 сіл:
| Населений пункт    | Населення (2020) |
| ------------------ | ---------------- |
| Недобоївці         | 2965             |
| Ставчани           | 1363             |
| Долиняни           | 1319             |
| Керстенці          | 1161             |
| Ширівці            | 1600             |
| Зарожани           | 2730             |
| Владична           | 1579             |
| Загальна кількість | 12717            |

## Символіка
Затверджена 27 вересня 2018 р. рішенням сесії сільської ради. Автори — В. М. Напиткін та К. М. Богатов.

### Герб
В срібному щиті, мурованому рваним каменем, з лазуровою хвилястою базою, червоні крила вітряка в косий хрест, супроводжувані угорі і знизу червоними яблуками з зеленими листочками, по сторонам — пурпуровими квітами бузку. Щит вписаний в золотий декоративний картуш і увінчаний золотою короною громади. Унизу картуша напис «Недобоївська громада». 
Срібне поле, муроване рваним каменем — стилізоване зображення кам'яних мурів, традиційних для сіл громади, водночас стилізований натяк на вислів «мій дім — моя фортеця»; крім того, камені, з яких складається мур, означають єдність і сіл, і людей громади, їхню спільну мету. Крила вітряка — знак того, що ця місцевість здавна славилася млинами і хліборобством. Яблука означають садівництво, один з традиційних промислів жителів громади. Квіти — символ легенди про кущ бузку, в який колись перетворилися два сини могутньої віщої жінки, Дьордій та Іван. Лазурова база — символ навколишніх озер.

### Прапор
Квадратне полотнище поділене горизонтально хвилясто на білу, муровану рваним каменем, і синю смуги у співвідношенні 5:1. На верхній смузі червоні крила вітряка в косий хрест, супроводжувані угорі і знизу червоними яблуками з зеленими листочками, по сторонам — пурпуровими квітами бузку. 